# Jari Mäenpää
Jari Mäenpää (Finlandia, 23 de diciembre de 1977) es el fundador de la banda de death metal melódico Wintersun en la cual hace las voces, las sinfonías artificiales y la guitarra. También tocó bajo y teclados en el primer álbum de Wintersun antes de reclutar más miembros para la banda.
Antes de formar Wintersun Jari era muy conocido por su estadía en la banda Ensiferum, a la que se unió en 1996 después de dejar su banda anterior llamada Immemorial en la que grabó el demo Lost Alone. Wintersun se planeó inicialmente como un proyecto paralelo junto a Ensiferum, pero en enero de 2004 se vio forzado a dejar Ensiferum debido a choques de horarios entre las giras y el tiempo que había reservado para grabar en el estudio con Wintersun. 
Jari también era parte de la banda de black metal melódico Arthemesia y con frecuencia tocaba para la banda de power/melodeath Cadacross, siendo estos la inspiración para actuales bandas de Epic Melodeath. 
Hasta el día de hoy Jari Mäenpää ha estado trabajando en 5 discos incluyendo la segunda parte de "Time" cuyo fecha de lanzamiento no ha sido publicada desde su anuncio en el año 2006.
Jari está considerado uno de los principales exponentes del death metal europeo, por sus aportaciones a este género y su particular composición para crear sinfonías épicas de melodeath.

## Discografía
| Banda      | Año de Lanzamiento | Título                   | Sello                 |
| Immemorial | 1997               | Lost Alone               |                       |
| Ensiferum  | 1997               | Demo 1                   |                       |
| Ensiferum  | 1999               | Demo 2                   |                       |
| Ensiferum  | 1999               | Hero in a Dream          |                       |
| Arthemesia | 2001               | Devs - Iratvs            |                       |
| Cadacross  | 2002               | Corona Borealis          | Low Frequency Records |
| Ensiferum  | 2001               | Ensiferum                | Spinefarm             |
| Ensiferum  | 2004               | Tale of Revenge (single) | Spinefarm             |
| Ensiferum  | 2004               | Iron                     | Spinefarm             |
| Wintersun  | 2004               | Wintersun                | Nuclear Blast         |
| Ensiferum  | 2005               | 1997-1999 (compilación)  |                       |
| Wintersun  | 2012               | Time I                   | Nuclear Blast         |
| Wintersun  | 2017               | The Forest Seasons       | Nuclear Blast         |